# 蠲痺湯
蠲痺湯屬於中醫方劑的治風劑，出自《百一選方》，由7味中藥組成，是用以治療風濕痹的方劑，症狀可見身體煩痛，項背拘急，手足冷痺，腰膝沉重，舉動艱難。《醫方集解》將本方歸於足太陽厥陰藥。
本方的組成包括防風、羌活、黃耆、炙甘草、當歸、赤芍、片子薑黃。加生薑、大棗，水煎服。
依照中醫學傳統的方義解釋，本證是由於營衛兩虛，風溼邪氣乘虛干之，而導致拘急、或麻頑、或重痛舉動艱難。辛能散寒，風能勝濕，故防風、羌活，除濕而疏風。氣通則血活，血活則風散，故用黃耆、炙甘草補氣而實衛；用當歸、赤芍活血而和營。薑黃理血中之氣，能入手足而袪寒濕。
《醫學心悟》也有「蠲痹湯」，也是治療痹病的常用方劑，其組成為羌活、獨活、秦艽、桂心、炙甘草、當歸、桑枝、川芎、乳香、木香、海風藤。焦樹德用本方治人體上半部痹證而無肝腎不足的患者。